# Andropogon virginicus
Andropogon virginicus (englischer Trivialname broomsedge bluestem, zu deutsch etwa „blaustängelige Besensegge“) ist ein ausdauerndes Süßgras nordamerikanischer Prärien. Weitere Namen sind popotillo, whiskey grass, und yellow bluestem. Einige Botaniker betrachten Andropogon glomeratus und Andropogon virginicus als eine gemeinsame Art. Derzeit werden sie jedoch offiziell als unterschiedliche Arten geführt, da sie morphologisch gut zu unterscheiden sind (Morphospezies).

## Beschreibung

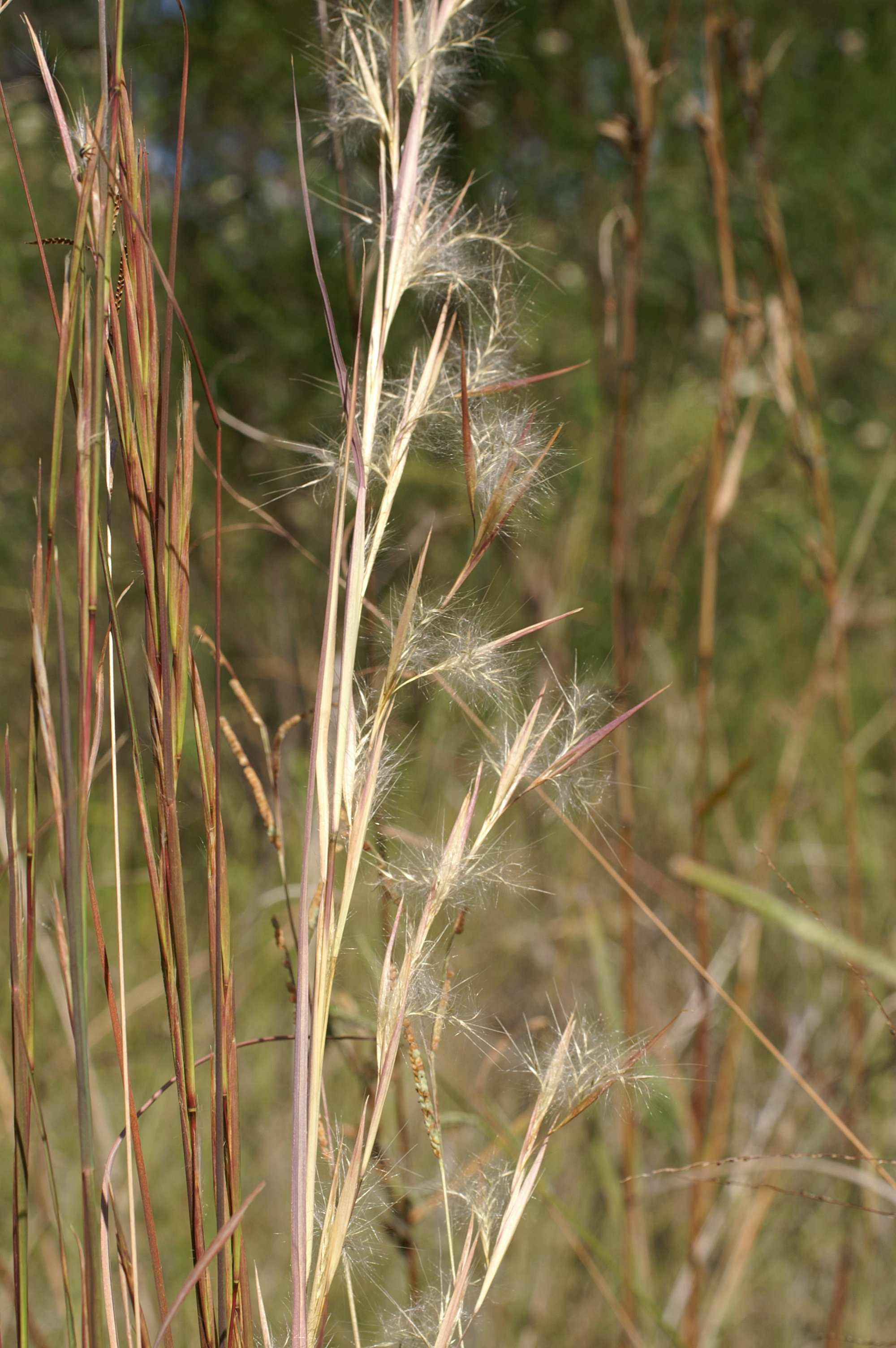
Blütenstand

Das Horstgras Andropogon virginicus ist in Nordamerika heimisch. Seine Wachstumsperiode beginnt ab einer durchschnittlichen Tagestemperatur von ca. 16 °C. Die schlanken und aufrechten Halme werden bis zu 1,2 m hoch. Die abgeflachten Blattscheiden sind behaart. Der obere Teil des Halms ist annähernd stielrund, während untere Abschnitte leicht abgeflacht und gekielt sind. Das Blatthäutchen (Ligula) ist fein und membranartig. Die Blattspreite misst 0,7 bis 1,25 cm in der Breite und wird bis zu 24 cm lang; ihre Oberfläche fühlt sich deutlich rau an.
Der Blütenstand ist eine Rispe mit zwei bis vier Trauben, die etwa 2,5 cm lang sind. Die basalen Verzweigungen der Rispe sind in eine aufgeblasene, gelbbraune Blütenscheide eingeschlossen, die mindestens genauso lang wie das Ährchen ist. Die obere Deckspelze des sitzenden Ährchens besitzt eine gerade, ca. 13 mm lange Granne; das gestielte Ährchen fehlt. Die Samen reifen in 6 Wochen bis 2 Monaten.
Die Chromosomenzahl beträgt 2n = 20.

## Verbreitung
Andropogon virginicus kommt in Nord- und Mittelamerika vor und von den Inseln der Karibik bis Venezuela.
In der Europäischen Union gilt die Art als invasiver Neophyt und steht seit 2019 auf der Liste invasiver gebietsfremder Arten von unionsweiter Bedeutung (Unionsliste).

## Taxonomie
Synonyme für Andropogon virginicus L. sind Sorghum virginicum (L.) Kuntze, Cinna lateralis Walter, Anatherum virginicum Spreng. und Cymbopogon glaucus Schult.

## Verwendung
Der frühe Aufwuchs von Andropogon virginicus in Frühling und Frühsommer wird von Rindern angenommen; die reiferen Pflanzenteile werden von den Tieren nicht mehr gefressen und enthalten ohnehin nur wenig Nährstoffe. Die Pflanze benötigt keine Düngung und neigt zur Ausbreitung, wenn Grasland überweidet wird oder eine zu intensive Schnittnutzung erfolgt. In diesem Fall kann das Gras auch zu einem Unkraut werden, das mit Abbrennen oder Unterpflügen bekämpft werden kann. Krankheiten oder Probleme dieses Grases sind nicht bekannt.
Für Wildtiere stellt es eine wichtige Nahrungsquelle dar. Verschiedene Arten von Säugetieren fressen die Pflanze mit ihren Samen im Winter, wenn kein anderes Futter verfügbar ist. Insbesondere Zahnwachteln, wie die Virginiawachtel, sind auf das Gras angewiesen.
In der Gartengestaltung wird das Gras wegen der intensiven Orangefärbung, die über den Winter anhält, gerne verwendet. Dabei findet es auch verstärkt im Erosionsschutz Verwendung, da es besonders auch auf mageren Böden noch gedeiht, die ansonsten keine Vegetation mehr aufweisen. Im Naturschutz haben sich ebenfalls Methoden zur Anpflanzung etabliert, die sich jedoch von Bundesstaat zu Bundesstaat unterscheiden.